# Cezar (cantante)
Cezar Florin Ouatu, más conocido como Cezar, es un cantante contratenor rumano. En el Concurso Internacional de Canto Francisco Viñas de 2003 ganó el premio al "Mejor Contratenor", y ha cantado en varias salas de ópera de Europa, incluyendo la Ópera de Lausana como Nireno en Julio César en Egipto (abril de 2008) y como Ruggiero en Alcina (temporada 2011/2012).
Proveniente de una familia de músicos, su padre, Florin Ouatu, fue flautista principal de la Filarmónica “Paul Constantinescu” de Ploiești y profesor en la Universidad Mozarteum de Salzburgo. Cezar comenzó a tocar el piano a los seis años y estudió en el Liceo de Arte “Carmen Sylva” de su ciudad natal. 
Fue elegido para representar a Rumania en el Festival de la Canción de Eurovisión 2013 con la canción "It's my life". En dicho festival, celebrado en Malmö, obtuvo el 13.er lugar. Más tarde, en 2018, audicionó en el programa televisivoThe X Factor UK y fue aclamado por los jueces tras cantar Nessun Dorma. Sin embargo, no superó la Prueba de las Seis Sillas y quedó eliminado.